# Karel Kaers
Karel Kaers (Vosselaar, 3 de juny de 1914 - Anvers, 20 de desembre de 1972) va ser un ciclista belga que fou professional entre 1933 i 1948. Especialista en proves d'un dia, el 1934 es proclamà el campió del món més jove de la història, en guanyar-lo a Leipzig als 20 anys. També va guanyar el Tour de Flandes el 1939 i el campionat nacional belga el 1937.

## Palmarès
- 1934
  -  Campió del Món de ciclisme en ruta
  - 1r del Critèrium de Zuric
- 1935
  - 1r al Gran Premi Gran Premi 1r de maig d'Hoboken
  - 1r d'Acht van Chaam
- 1936
  - 1r d'Acht van Chaam
- 1937
  -  Campió de Bèlgica en ruta
  - 1r al Premi Nacional de Clausura
  - 1r del Circuit de París
  - 1r al Gran Premi Gran Premi 1r de maig d'Hoboken
  - 1r del Critèrium de Zuric
- 1938
  - 1r d'Acht van Chaam
  - 1r del Critèrium de Brussel·les
  - 1r dels Sis dies de París (amb Albert Billiet)
  - Vencedor d'una etapa de la París-Saint Etienne
- 1939
  -  Campió de Bèlgica de persecució
  - 1r del Tour de Flandes
  - 1r del Premi Torpedo
  - 1r del Critèrium de Lieja
  - 1r dels Sis dies de Londres (amb Omer De Bruycker)
  - 1r dels Sis dies de Copenhaguen (amb Omer De Bruycker)
- 1940
  - 1r a Mechelen
  - 1r del Critèrium de Brussel·les
  - 1r dels Sis dies de Brussel·les (amb Omer De Bruycker)
- 1941
  - 1r del Circuit de les Regions Flamenques
  - 1r del Critèrium de Namur
- 1946
  - 1r del Critèrium de Zuric